# Kohei Hattanda
Kohei Hattanda (八反田 康平 Hattanda Kohei?), född 8 januari 1990 i Kagoshima prefektur, är en japansk fotbollsspelare.
Hattanda började sin karriär 2012 i Shimizu S-Pulse. 2014 blev han utlånad till Vegalta Sendai. Han gick tillbaka till Shimizu S-Pulse 2015. 2016 flyttade han till Oita Trinita. Efter Oita Trinita spelade han för Nagoya Grampus och Kagoshima United FC.